# Hal LeSueur
Hal Hays LeSueur (San Antonio, 3 september 1903 - Los Angeles, 3 mei 1963) was een Amerikaans acteur.
LeSueur verhuisde in 1928 naar Los Angeles. Hier kreeg hij werk bij de studio Metro-Goldwyn-Mayer, waar zijn zus Joan Crawford een bekende actrice was. Hij stond in de pers voornamelijk bekend als de "wrede broer van...".

## Filmografie
| - Mutiny on the Bounty (1935) - Mama Steps Out (1937) - Bad Guy (1937) - My Dear Miss Aldrich (1937) - Madame X (1937) - Mannequin (1937) - Man-Proof (1938) - The Girl of the Golden West (1938) - Judge Hardy's Children (1938) - The Toy Wife (1938) - The Crowd Roars (1938) - Dancing Co-Ed (1939) - I Take This Woman (1940) | - Broadway Melody of 1940 (1940) - The Golden Fleecing (1940) - Sky Murder (1940) - Dulcy (1940) - Flight Command (1940) - Respect the Law (1941) - The Big Store (1941) - Married Bachelor (1941) - Shadow of the Thin Man (1941) - The Bugle Sounds (1942) - Whistling in Dixie (1942) - Stand by for Action (1942) - Jeanne Eagels (1957) |